# Weesp

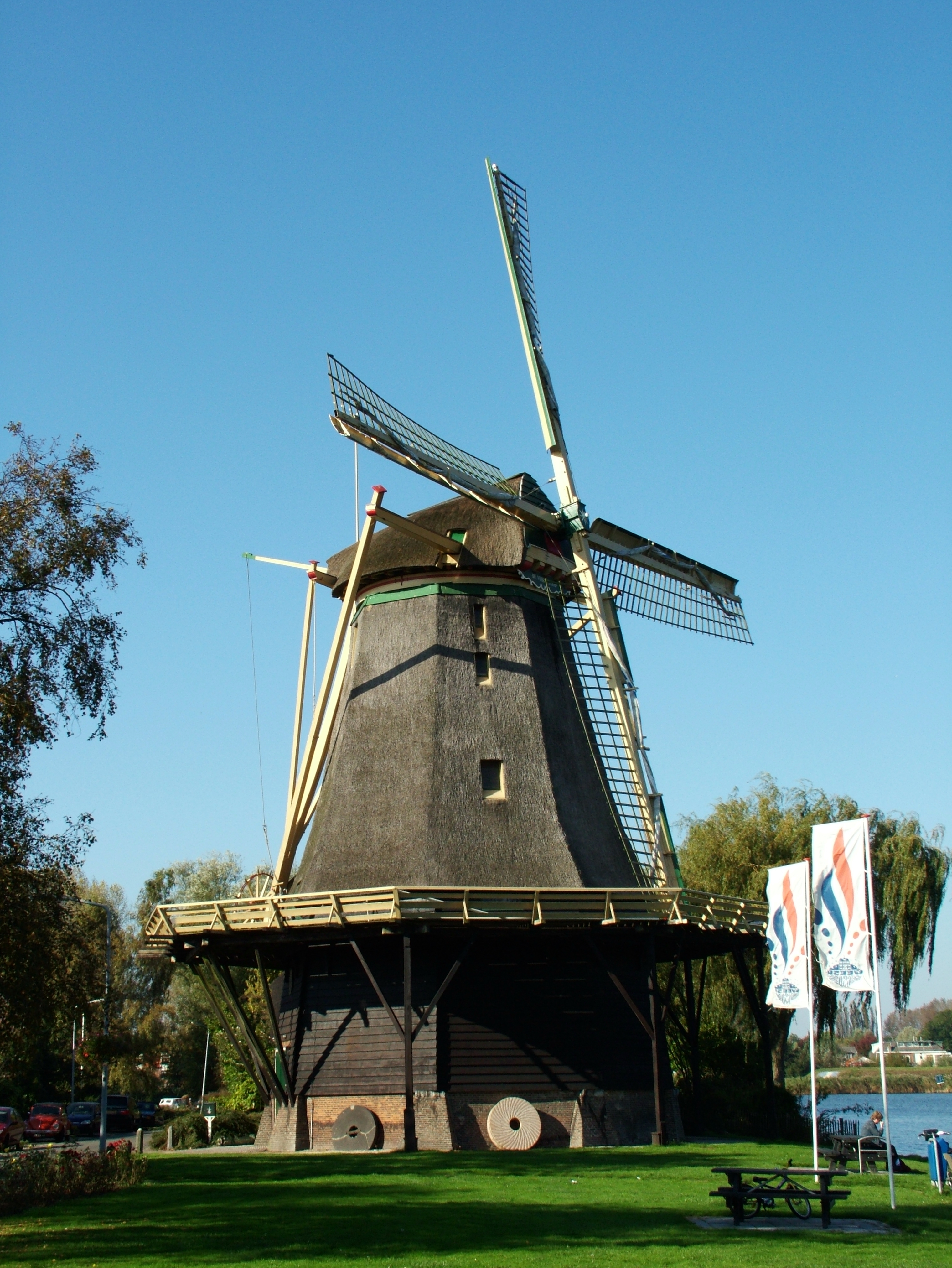
Uno dei tre mulini a vento di Weesp

Weesp  è un paese ed un'ex-municipalità (dal 24 marzo 2022) olandese di 17 623 abitanti situato nella provincia dell'Olanda Settentrionale.